# Neolophonotus nanus
Neolophonotus nanus là một loài ruồi trong họ Asilidae. Neolophonotus nanus được Bezzi miêu tả năm 1906. Loài này phân bố ở vùng nhiệt đới châu Phi.